# Tahmineh Milani

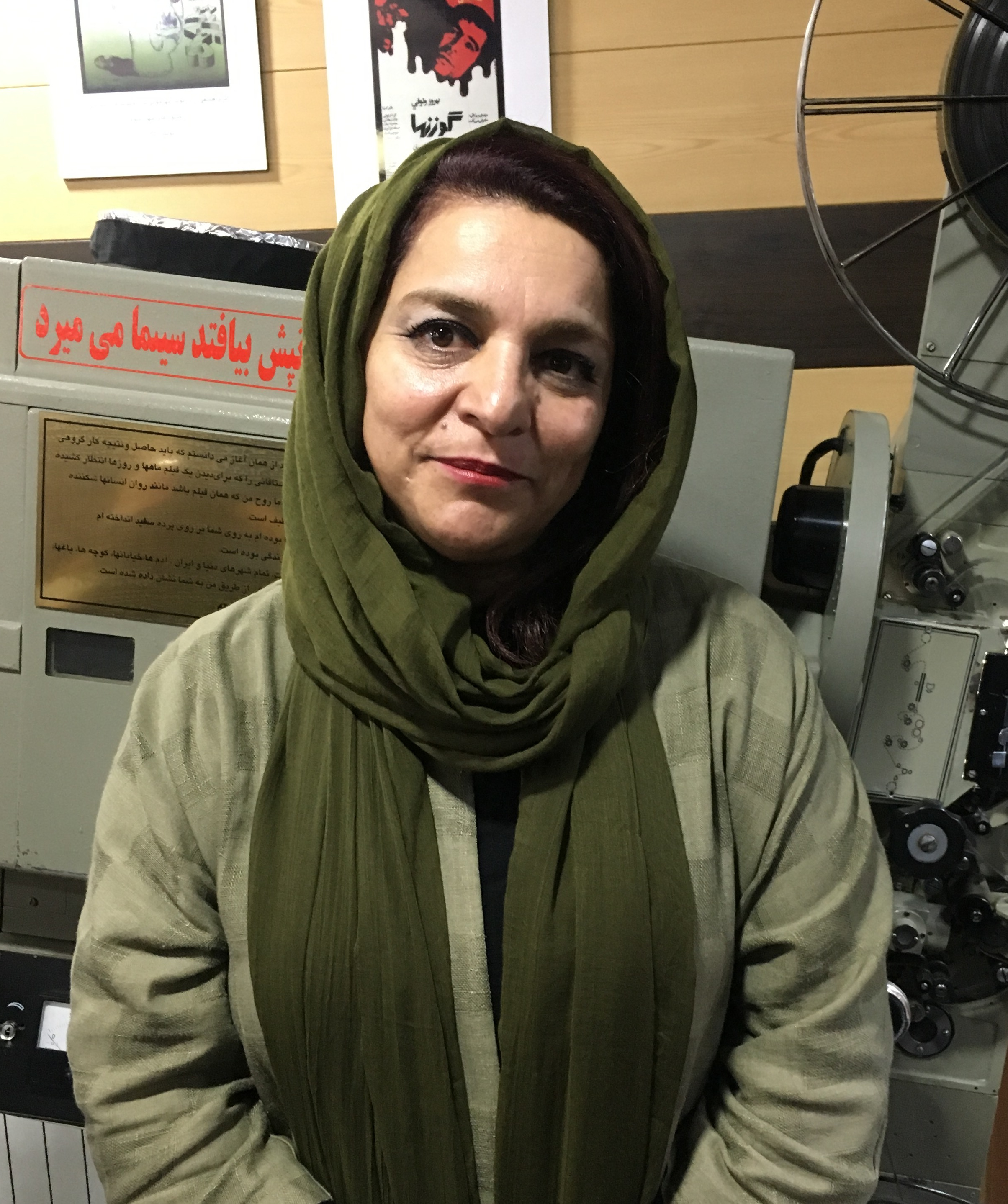
Tahmineh Milani.

Tahmineh Milani (persiska: تهمینه میلانی), född i Tabriz 1960, är en iransk feministisk filmregissör och manusförfattare.
Milani utbildade sig först till arkitekt, men började från 1979 en karriär inom filmen. Hennes filmer behandlar framför allt kvinnornas situation i Iran och den iranska revolutionen 1979.

## Filmografi
- Farzandan-e Tallagh (Children of Divorce, 1989)
- Afsaneh Ah (The Legend of Sigh, 1990)
- Dige Che Khabar? (What Else is New?, 1991)
- Kakadu (1994)
- Do Zan (Two Women, 1999)
- Nimeh Penhan (Hidden Half, 2001)
- Fifth Reaction (2003)
- Unwanted Woman (2005)